# Maringa (vattendrag)
Maringa är en flod i Kongo-Kinshasa, som tillsammans med Lopori bildar Lulonga. Den rinner genom provinserna Tshuapa och Équateur, i den nordvästra delen av landet, 800 km nordost om huvudstaden Kinshasa.